# نیکوتینامیداز
در آنزیم‌شناسی، یک نیکوتینامیداز (عدد گروه آنزیم 3.5.1.19) آنزیمی است که واکنش شیمیایی زیر را کاتالیز می‌کند:
نیکوتین‌آمید + H۲O {\displaystyle \rightleftharpoons } نیکوتینات + NH۳
بنابراین، دو بستر این آنزیم نیکوتین و H۲O هستند، و محصولات آن نیکوتینات و NH۳ می‌باشد.